# H. MacHenry
H. MacHenry (fl. XX secolo) è stato un velista statunitense.
Partecipò ai giochi della II Olimpiade di Parigi nel 1900 a bordo di Frimousse, dove vinse una medaglia di bronzo nella gara della classe da tre a dieci tonnellate. Prese parte anche alla gara della classe aperta, ma non riuscì a completarla.

## Palmarès
| Anno | Manifestazione | Sede   | Evento          | Risultato |
| ---- | -------------- | ------ | --------------- | --------- |
| 1900 | Olimpiadi      | Parigi | Classe 3-10 ton | Bronzo    |